# Kollár-Klemencz László
Kollár-Klemencz László (Budapest, 1966. március 26. –)  zenész, író. A Kistehén zenekar énekeseként és dalszerző szövegírójaként vált ismertté.

## Életrajza
1991-ben a Budapesti Műszaki Egyetem Építőmérnöki Karán szerzett diplomát tájrendező szakon. 2012-ben az Állatorvostudományi egyetemen szerzett hippológus diplomát.
Az 1991-ben alapított Andersen zenekar tagja volt. Az együttes több klipjét bemutatták az MTV 120 Minutes című műsorában. Az együttesnek két lemeze jelent meg, európai és amerikai turnéjuk is volt. 1994-ben a zenekar végül feloszlott, amikor David Bornstein énekes visszaköltözött Amerikába.
1991 és 1999 között a Varga Stúdiónál dolgozott mint forgatókönyvíró, rendező, animátor, gyártásvezető, rövidfilmek zeneszerzője, grafikai tervező, látványtervező. 1999-ben alapító tagja volt a MyFILM stúdiónak. Reklámokat, animációkat, rövidfilmeket készítenek Igor Lazinnal.
2002-ben a Sziget fesztivál reklámjaként vált népszerűvé a Kistehén figurája, melyet Igor Lazin rajzolt. A Kistehén dalt Kollár László írta és énekelte fel. A siker után felkérték egy egész album elkészítésére. Az első lemez Zene a nyulaknak címmel jelent meg, ezután kétévente jelentkezett újabb albumokkal.
2015 óta jelennek meg könyvei a Magvető Kiadónál.

## Filmográfia
Az alábbi filmeket rendezte:
- NICE – animációs rövidfilm (1996)
- NICE TO BE HERE – 3 perces animációs rövidfilm (1998)
- Félős család – 2 perces animációs rövidfilm (1999)
- stop–gap–dog – 5 perces kísérleti animációs rövidfilm (1999)
- Akvárium – 2 perces kísérleti film (2001)
- Konyha – 13 perces kísérleti kisjátékfilm (2002)
- A kéz szétszed mindent – 3 perces vegyes techn. rövidfilm (2003)
- A csigaember – 6 perces animációs rövidfilm (2004)

## Diszkográfia
- Andersen – The Laughing Cow and Other Stories… – 1992
- Andersen – Merry Misery – 1994
- Andersen – From The Laughing Cow To The Other Stories (válogatásalbum)– 1998
- Zene a nyulaknak – A kistehén – 2002
- Kistehén Tánczenekar – Csintalan – 2004
- Kistehén Tánczenekar – Szerelmes vagyok minden nőbe – 2006
- Kollár Laci és a Kistehén Melankólikusok – Ember a fán – 2008
- Kistehén – Picsába az űrhajókkal – 2010
- Kistehén – Elviszem magammal – 2012

Kollár Klemencz Kamarazenekar – Legesleges 2014
- Kollár Klemencz Kamarazenekar Rengeteg – 2016
- Kistehén – Bocsánat 2018
- Kollár Klemencz Kamarazenekar Ég az erdő – 2020

Kollár Klemencz Kamarazenekar – A folyó 2023

## Könyvei
- Felhős – Kistehén (Manó Könyvek, 2014, ISBN 9786155385438)
- Miért távolodnak a dolgok? – Új természetírások (Magvető Könyvkiadó, 2015, ISBN 9789631432596)
- A műanyag kerti székek élete (Magvető Könyvkiadó, 2018)
- Öreg Banda. Regény; Magvető, Bp., 2021
- Anyám tenyere (Magvető, 2024)[3]

## Egyéb
Kollár László az alábbi forgatókönyveket írta:
- Nagypapák – 1999
- A kút – 2000
- A Tesztutas – 2003
- A kétszívű ember – 2004
- Az angyal, aki bagoly vagy mi – 2004
- Egyszer mindenki hazamegy – 2005 – színdarab